# اقتصاد جانب عرضه

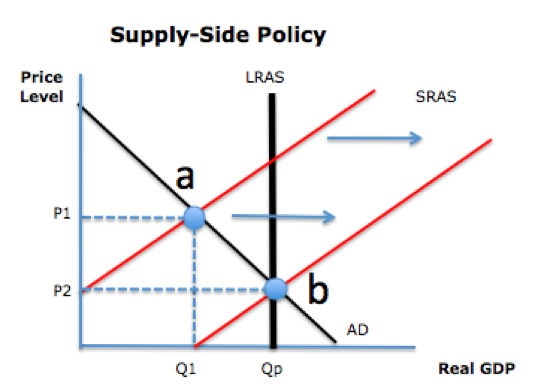
اقتصاد جانب عرضه مکتبی در اقتصاد کلان است که استدلال می‌کند رشد اقتصادی را می‌توان به‌طور مؤثر با کاستن از موانع تضعیف کننده انگیزه مردم برای تولید کالاها و خدمات درنتیجه تقویت عرضه کل در اقتصاد بیشینه نمود.

اقتصاد جانب عرضه (Supply-side economics)، یک نظریه و مکتب در اقتصاد کلان است. اقتصاد جانب عرضه بر این اصل تاکید دارد که بهینه‌سازی شاخص‌های اقتصاد کلان، از جمله رشد اقتصادی بالا، در بلندمدت عمدتاً تابع عواملی اند که عرضه کل کالاها و خدمات در اقتصاد را تقویت می‌کنند. لذا سیاست‌گذاری دولت باید به گونه‌ای باشد که با مداخله‌ی خود، محیطی مشوّق افزایش حداکثری تولید، کار، پس‌انداز و سرمایه‌گذاری ایجاد کند.
برای تحقق این منظور، این نظریه مؤکد دو امر است:
۱- لزوم اتخاذ سیاست پولی قاعده‌مند و قابل پیش‌بینی برای ثبات سطح عمومی قیمت‌ها،
۲- مخالفت سیاست‌های پولی و مالیِ صلاحدیدی برای مدیریت کوتاه‌مدت نوسانات تقاضای کل. به زبانی، مخالفت با سیاست هایی که با هدف تحریف و مخدوش کردن سیگنال‌های حیاتی تغییر در قیمت‌های نسبی و نرخ‌های بهره واقعی اِعمال شوند
اقتصاددانان عرضه‌گرا بر خلاف اقتصاددانان پولی‌گرا و کینزی‌های جدید، منشأ تورم را کمبود یا ناکافی شدن عرضه کالاها و خدمات نسبت به میزان تقاضا می‌دانند. (میزان تقاضا میتواند ثابت و یا درحال افزایش باشد)
براساس دیدگاه عرضه گرا، اصلاح تورم به شکل بهینه، از طریق رفع موانع رشد عرضه کل انجام پذیر است. برای ایجاد روند عرضه ای پایدار و قابل کنترل، میتوان از روش های گوناگون بهره برد.
این نظریه بیان دارد که اجرای سیاست‌هایی در تسهیل کسب و کارها موجب تقویت انگیزه‌های فردی و شرکتی برای کار، پس‌انداز و سرمایه‌گذاری در اقتصاد کشور می‌شود. از این سیاست های تسهیلی میتوان به کاهش مالیات‌ها (به‌ویژه بر درآمد و سرمایه)، کاهش مقررات محدود کننده، ترویج و تشویق تجارت آزاد (حتی یک طرفه با اقدامات جبرانی داخلی بدون توسل به تعرفه)، خصوصی‌سازی مداخلات اقتصادی غیربهره‌ور دولت، اقدام جهت فراهم آوردن زیرساخت‌های لازم برای فعالیت و رقابت بخش خصوصی و ... اشاره کرد.
تقویت انگیزه و تسهیل فعالیت اقتصادی موجب بهبود رقابت پذیری و کیفیت تخصیص منابع در اقتصاد ملی به نسبت اقتصادهای رقیب می‌گردد. این امر همچنین جذب حداکثری سرمایه‌ اقتصادهای رقیب به اقتصاد ملی را به همراه داشته و موجب افزایش اشتغال همراه با بالا رفتن سطح دستمزدها می‌گردد. افزایش دستمزد‌ها موجب جذب و نگهداشت بهتر نیروی کار متخصص و مهاجر شده و هدف نهایی این سیاست‌ها، یعنی افزایش تولید بالقوه و دستیابی به رشد اقتصادی بالاتر و پایدار محقق می‌شود.
بر اساس تئوری اقتصاد سمت عرضه، با انجام این اقدامات مصرف‌کنندگان از عرضه بیشتر کالاها و خدمات با قیمت‌های پایین‌تر بهره‌مند می‌شوند، همچنین میزان اشتغال و کیفیت مشاغل افزایش می‌یابد. سیاست‌های مالی طرف عرضه برای افزایش عرضه کل طراحی شده‌اند، نه تقاضای کل، در نتیجه تولید و اشتغال را گسترش می‌دهند و در عین حال قیمت‌ها را کاهش می‌دهند. چنین سیاست‌هایی از چندین نوع کلی هستند:
1. سرمایه‌گذاری برروی سرمایه انسانی، مانند آموزش، مراقبت‌های بهداشتی و تشویق به انتقال فناوری‌ها و فرآیندهای تجاری برای بهبود بهره‌وری (بازده به ازای هر کارگر) و تشویق تجارت آزاد جهانی میشود. سرمایه گذاری روی سرمایه انسانی از طریق کانتینری سازی یک نمونه مهم اخیر است: نفی عوارض گمرکی جهت درآمدزایی دولتی طرفداری از تجارت آزاد، حتی در صورت لزوم به صورت یک طرفه با هدف حداکثرسازی انتفاع اقتصاد ملی از آن، انباشت سرمایه در اقتصاد ملی، افزایش سرمایه‌گذاری و رشد اقتصادی.
2. کاهش مالیات، برای ایجاد انگیزه برای کار، سرمایه‌گذاری و ریسک‌پذیری. کاهش نرخ‌های مالیات بر درآمد و حذف یا کاهش تعرفه‌ها نمونه‌هایی از چنین سیاست‌هایی هستند. اندیشمندان اقتصاد عرضه‌گرا همچنان تعرفه تجاری را مانعی مخرب برای بازارهای آزاد می‌دانند که مزیت نسبی اقتصاد ملی را کاهش داده و مانع جذب حداکثری انواع سرمایه (مالی، انسانی، فکری و ...) اقتصادهای رقیب می‌گردد. لذا بر تجارت آزاد و رقابت جهانی به عنوان راه حل اصلی رشد اقتصادی تأکید دارند، در حالی که تعرفه‌های تلافی‌جویانه و مرتبط با امنیت ملی را تنها به عنوان استثنائات بسیار محدود و مشروط و موقتی، آن هم به جای سیاست‌های دائمی حمایت‌گرایانه، قابل بررسی می‌دانند و راهکارهایی مانند مذاکرات تجاری، اصلاحات داخلی و سازوکارهای بین‌المللی را برای رفع رفتارهای ناعادلانه تجاری پیشنهاد می‌کنند. در هر صورت تعرفه‌های تجاری دائمی و بلند مدت نفی می‌شوند، حتی اگر به معنی رفع یک طرفه آن‌ها باشد؛ زیرا منفعت اینکار در اقتصاد ملی از تعرفه گذاری متقابل بیشتر می‌شود.
3. سرمایه‌گذاری در تجهیزات سرمایه‌ای جدید و تحقیق و توسعه (R&D)، برای بهبود بیشتر بهره‌وری. اجازه دادن به کسب‌وکارها برای استهلاک سریع‌تر تجهیزات سرمایه‌ای (به عنوان مثال، بیش از یک سال در مقابل ۱۰ سال) به آنها انگیزه مالی فوری برای سرمایه‌گذاری در چنین تجهیزاتی می‌دهد.
4. کاهش مقررات دولت، برای تشویق ایجاد و گسترش کسب‌وکارها و هوشمند کردن مقررات گذاری.[۹]

اساس اقتصاد طرف عرضه منحنی لافر است، یک رابطه نظری بین نرخ‌های مالیات و درآمد دولت. منحنی لافر نشان می‌دهد که وقتی سطح مالیات بسیار بالا است، کاهش نرخ‌های مالیات از طریق رشد اقتصادی بالاتر، درآمد دولت را افزایش می‌دهد، اگرچه سطحی که در آن نرخ‌ها «بسیار بالا» تلقی می‌شوند، مورد مناقشه است. یک نظرسنجی در سال ۲۰۱۲ از اقتصاددانان برجسته نشان داد که هیچ‌کدام موافق نیستند که کاهش نرخ مالیات بر درآمد فدرال ایالات متحده منجر به درآمد مالیاتی سالانه بالاتر در عرض پنج سال شود. منتقدان همچنین استدلال می‌کنند که چندین کاهش مالیات بزرگ در ایالات متحده در ۴۰ سال گذشته درآمد را افزایش نداده است.
تصور می‌شد که اصطلاح «اقتصاد طرف عرضه» مدتی توسط روزنامه‌نگار جود وانیسکی در سال ۱۹۷۵ ابداع شده است؛ به گفته رابرت دی. اتکینسون، اصطلاح «طرف عرضه» برای اولین بار در سال ۱۹۷۶ توسط هربرت اشتاین (مشاور اقتصادی سابق رئیس‌جمهور ریچارد نیکسون) استفاده شد و تنها بعداً در همان سال این اصطلاح توسط جود وانیسکی تکرار شد. این اصطلاح به ایده‌های اقتصاددانان رابرت ماندل و آرتور لافر اشاره دارد. این اصطلاح در مقابل اقتصاد طرف تقاضا قرار دارد.
آرتور لافر (متولد ۱۹۴۰، یانگستون، اوهایو، ایالات متحده) یک اقتصاددان آمریکایی است که این ایده را مطرح کرد که کاهش نرخ مالیات می‌تواند منجر به رشد واقعی سطح درآمدها در اقتصاد و تهییج رشد اقتصادی شود و به صورت گسترده این اقتصاددان شهیر را به عنوان پدر اقتصاد طرف عرضه می‌شناسند. در این رویکرد اقتصادی، 

یک منحنی لافر نامتقارن با نقطه حداکثر درآمد در حدود نرخ مالیات ۷۰٪ که نشان می‌دهد افزایش مالیات‌ها و سایر اشکال تحمیل هزینه دولتی بر اقتصاد به هر عنوان جدا از اینکه بازدهی اقتصاد را پایین می‌آورد، از یک جایی به بعد موجب کاهش میزان عواید دولتی از اقتصاد نیز می‌شود و افزایش مالیات‌ها مساوی با افزایش عواید دولتی نیست. (۲۰۱۱)

## ریشه‌های تاریخی

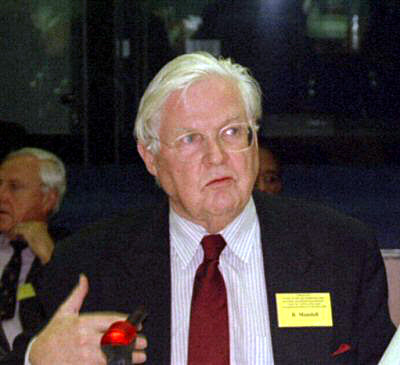
رابرت ماندل نظریهٔ اقتصاد طرف عرضه را پس از توسعه نظریه با آرتور لافر در دههٔ ۱۹۷۰ رایج کرد

اقتصاد طرف عرضه در پاسخ به رکود تورمی دهه ۱۹۷۰ توسعه یافت. این نظریه از طیف وسیعی از تفکرات اقتصادی غیرکینزی، از جمله مکتب شیکاگو و مکتب نئوکلاسیک جدید نشأت گرفت. بروس بارتلت، یکی از مدافعان اقتصاد طرف عرضه، ریشه فکری این مکتب فکری را از فیلسوفان ابن خلدون و دیوید هیوم، هجونویس جاناتان سوییفت، اقتصاددان سیاسی آدام اسمیت و وزیر خزانه‌داری ایالات متحده الکساندر همیلتون ردیابی کرد. در سال ۲۰۰۷، بارتلت اظهار داشت:
امروزه، به سختی هیچ اقتصاددانی به آنچه کینزی‌ها در دهه ۱۹۷۰ اعتقاد داشتند، معتقد نیست و اکثر آنها ایده‌های اساسی اقتصاد طرف عرضه را می‌پذیرند – اینکه انگیزه‌ها مهم هستند، نرخ‌های مالیات بالا برای رشد بد هستند، و تورم اساساً یک پدیده پولی است. در نتیجه، دیگر هیچ تفاوت معناداری بین اقتصاد طرف عرضه و اقتصاد جریان اصلی وجود ندارد.
...

امروزه، اقتصاد طرف عرضه با وسواس برای کاهش مالیات تحت هر شرایطی مرتبط شده است. مدافعان آن در کنگره و جاهای دیگر دیگر خود را به کاهش نرخ‌های مالیات حاشیه‌ای – مالیات بر هر دلار اضافی به دست آمده – محدود نمی‌کنند، همان‌طور که طرفداران اصلی طرف عرضه انجام دادند. بلکه، آنها حتی از فریبنده‌ترین و از نظر اقتصادی مشکوک‌ترین کاهش‌های مالیاتی با همان شدت حمایت می‌کنند. … امروزه معمول است که بشنویم کاهش دهندگان مالیات به‌طور غیرقابل قبولی ادعا می‌کنند که همه کاهش‌های مالیاتی درآمد را افزایش می‌دهند.
مدافعان امروزی سیاست‌های اقتصادی طرف عرضه ادعا می‌کنند که نرخ‌های مالیات پایین‌تر مزایای اقتصاد کلان تولید می‌کنند و بر این مزیت به جای مخالفت ایدئولوژیک سنتی لیبرال‌های کلاسیک با مالیات تأکید می‌کنند، زیرا آنها به‌طور کلی با دولت مخالف بودند. ادعای سنتی آنها این بود که هر مردی حق دارد بر خود و دارایی خود داشته باشد و بنابراین مالیات غیراخلاقی و از نظر قانونی مشکوک بود. از سوی دیگر، اقتصاددانان طرف عرضه استدلال می‌کردند که مزیت ادعایی جمعی (یعنی افزایش تولید و کارایی اقتصادی) انگیزه اصلی کاهش مالیات را فراهم می‌کند. همان‌طور که در اقتصاد کلاسیک، اقتصاد طرف عرضه پیشنهاد کرد که تولید یا عرضه کلید رونق اقتصادی است و مصرف یا تقاضا صرفاً یک پیامد ثانویه است. در اوایل، این ایده در قانون بازارهای سی خلاصه شده بود، که بیان می‌دارد: «یک محصول به محض ایجاد شدن، از همان لحظه، بازاری را برای محصولات دیگر به ارزش کامل خود فراهم می‌کند.» یا به عبارت دیگر، تولید (عرضه) ابتدا باید رخ دهد تا فعالیت اقتصادی یا تجارت امکان‌پذیر شود.
اقتصاد طرف عرضه از سال ۱۹۷۷ به بعد در بین سیاستمداران حزب جمهوری‌خواه محبوبیت یافت. قبل از سال ۱۹۷۷، جمهوری‌خواهان در مورد کاهش مالیات بیشتر دچار اختلاف نظر بودند، برخی نگران بودند که کاهش مالیات باعث افزایش تورم و تشدید کسری بودجه شود. در سال ۱۹۷۸، جود وانیسکی کتاب روشی که جهان کار می‌کند را منتشر کرد که در آن تز اصلی اقتصاد طرف عرضه را بیان کرد و جزئیات شکست سیستم‌های مالیات بر درآمد تصاعدی با نرخ مالیات بالا و سیاست پولی ایالات متحده تحت ریچارد نیکسون و جیمی کارتر در دهه ۱۹۷۰ را شرح داد. وانیسکی از نرخ‌های مالیات پایین‌تر و بازگشت به نوعی استاندارد طلا، مشابه سیستم برتون وودز ۱۹۴۴–۱۹۷۱ که نیکسون آن را رها کرد، حمایت کرد.

سه منحنی لافر مختلف: t* نشان دهنده نرخ مالیات در حداکثر درآمد تولید شده است و منحنی نیازی نیست که تک قله‌ای یا متقارن باشد

## تعریف و اصول

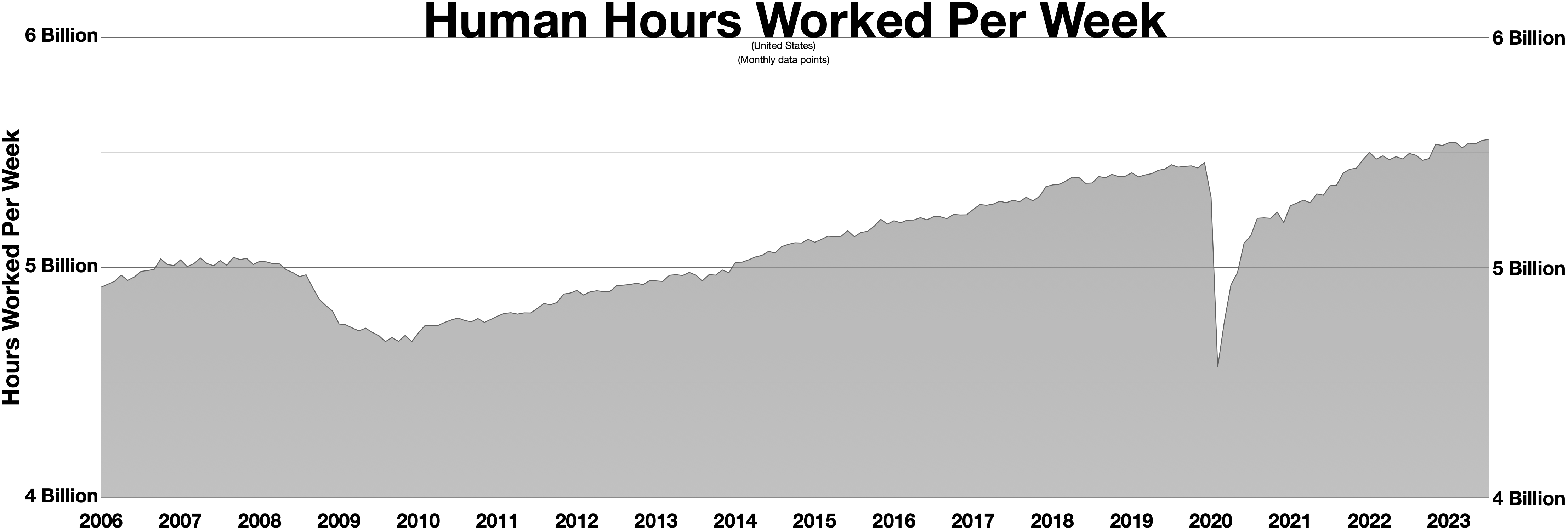
ساعت‌های کار در هفته در ایالات متحده کار عرضه است و پول تقاضا است

جیمز دی. گوارتنی و ریچارد ال. استروپ تعریفی از اقتصاد طرف عرضه ارائه می‌دهند به عنوان اعتقاد به اینکه تعدیلات در نرخ‌های مالیات حاشیه‌ای اثرات قابل توجهی بر کل عرضه دارد. گوارتنی و استروپ گفتند «که استدلال طرف عرضه پایه و اساس سیاست مالیاتی ریگان را فراهم کرد، که منجر به کاهش قابل توجه نرخ‌های مالیات حاشیه‌ای در ایالات متحده در طول دهه ۱۹۸۰ شد».
بری پی. بازورث تعریف دیگری ارائه داده است با ارائه اقتصاد طرف عرضه از دو منظر:
1. «علاقه گسترده به عوامل تعیین‌کننده عرضه کل – حجم و کیفیت نهاده‌های سرمایه و کار و کارایی که با آن استفاده می‌شوند»[۳۵]
2. «تمرکز محدودتر بر کاهش مالیات به عنوان وسیله‌ای برای افزایش عرضه پس‌انداز، سرمایه‌گذاری و کار.»[۳۵]

### اقتصاد طرف عرضه در مقابل رویکردهای قبلی به سیاست اقتصادی
اقتصاد طرف عرضه به عنوان جایگزینی برای اقتصاد کینزی پدید آمده است، که سیاست اقتصاد کلان را بر مدیریت تقاضای نهایی متمرکز می‌کرد. اقتصاد طرف تقاضا به دیدگاه قیمت ثابت از اقتصاد متکی است، جایی که تقاضا نقش کلیدی در تعریف رشد عرضه آینده ایفا می‌کند، که همچنین به پیامدهای انگیزشی سرمایه‌گذاری اجازه می‌دهد.
رویکردهای سیاست کینزی بر مدیریت تقاضا به عنوان ابزار اصلی برای تأثیرگذاری بر تولید کل و GNP متمرکز است، در حالی که پول‌گرایی بر مدیریت مجموعه‌های پولی و اعتبار متمرکز است. برخلاف اقتصاد طرف عرضه، اقتصاد طرف تقاضا بر این فرض استوار است که افزایش در GNP ناشی از افزایش هزینه‌ها است.
رویکردهای سیاست سنتی توسط نظریه اقتصاد طرف عرضه در دولت ریگان در دهه ۱۹۸۰ به چالش کشیده شد. ادعا می‌کند که سیاست مالی ممکن است منجر به تغییراتی در عرضه و همچنین در تقاضا شود. بنابراین، هنگامی که نرخ‌های مالیات حاشیه‌ای بالا هستند، مصرف‌کنندگان به جای پیگیری درآمد فعلی و درآمد اضافی در آینده، به دنبال تفریح اضافی و مصرف فعلی هستند؛ بنابراین، کاهش در تلاش کار و سرمایه‌گذاری وجود دارد، که به نوبه خود باعث کاهش تولید و GNP می‌شود، صرف نظر از سطوح تقاضای کل.
بر اساس این فرضیات، اقتصاددانان طرف عرضه این ایده را فرموله می‌کنند که کاهش در نرخ‌های مالیات حاشیه‌ای اثر مثبتی بر رشد اقتصادی دارد.

### نقش نرخ‌های مالیات حاشیه‌ای
تمرکز اصلی اقتصاد طرف عرضه ترویج رشد اقتصادی است. در این راستا، برخی از مطالعات پیشنهاد کرده‌اند که دو قیمت نسبی را در نظر بگیرند.
اولی تصمیمات افراد را در مورد توزیع درآمد خود بین مصرف و پس‌انداز تحت تأثیر قرار می‌دهد.: 36  هزینه تصمیم فرد برای اختصاص یک واحد درآمد به مصرف یا پس‌انداز، ارزش آتی واحد است، که با انتخاب مصرف یا پس‌انداز از دست رفته است. ارزش واحد درآمد توسط نرخ‌های مالیات حاشیه‌ای تعریف می‌شود؛ بنابراین، نرخ‌های مالیات بالاتر هزینه مصرف را کاهش می‌دهد، که باعث کاهش سرمایه‌گذاری و پس‌انداز می‌شود. در عین حال، نرخ‌های مالیات پایین‌تر باعث افزایش سطح سرمایه‌گذاری و پس‌انداز می‌شود، در حالی که سطح مصرف کاهش می‌یابد.
قیمت دوم تصمیمات افراد را در مورد توزیع زمان خود بین کار و تفریح تحت تأثیر قرار می‌دهد. هزینه تصمیم فرد برای تخصیص یک واحد زمان به کار یا تفریح، نشان دهنده درآمد فعلی است، که با انتخاب کار یا تفریح از دست رفته است. این هزینه همچنین شامل درآمد آینده است، که به جای افزایش مهارت‌های حرفه‌ای برای تفریح از دست رفته است. ارزش درآمد از دست رفته توسط نرخ مالیاتی که به درآمد اضافی اختصاص داده شده است تعریف می‌شود؛ بنابراین، افزایش نرخ‌های مالیات حاشیه‌ای منجر به کاهش قیمت تفریح می‌شود. با این حال، اگر نرخ مالیات حاشیه‌ای کاهش یابد، هزینه تفریح افزایش می‌یابد.
هم میزان درآمد نگهداری شده و هم درآمد مالیات گرفته شده توسط نرخ مالیات حاشیه‌ای تعیین می‌شود. به همین دلیل است که از دیدگاه اقتصاددان طرف عرضه، نرخ‌های مالیات حاشیه‌ای نقش مهمی در تعیین توسعه اقتصاد ایفا می‌کنند. با توجه به نقش حیاتی در تعیین اینکه کارگران چه مقدار زمان را صرف کار و تفریح خواهند کرد یا چه مقدار درآمد صرف مصرف و پس‌انداز خواهد شد، اقتصاددانان طرف عرضه بر کاهش نرخ‌های مالیات اصرار دارند زیرا معتقدند که می‌تواند نرخ‌های رشد اقتصاد را بهبود بخشد.

### منحنی لافر
منحنی لافر رابطه ریاضی بین درآمدهای مالیاتی و نرخ‌های مالیات را نشان می‌دهد، که توسط اقتصاددان آرتور بی. لافر در سال ۱۹۷۴ رایج شد. منحنی لافر وجود یک نقطه حداکثر را فرض می‌کند که در آن درآمد مالیاتی در یک نرخ مالیات خاص (ناشناخته) به حداکثر می‌رسد. بسیاری منحنی لافر را تفسیر می‌کنند به این صورت که نرخ‌های مالیات بالاتر گاهی اوقات می‌توانند پایه مالیاتی را کاهش دهند، که منجر به کاهش درآمدهای مالیاتی می‌شود حتی اگر نرخ‌های مالیات بالا باشند. به دلیل تأثیری که مالیات‌ها بر درآمد مالیات گرفته شده اعمال می‌کنند، تعدیل نرخ‌های مالیات ممکن است منجر به تغییرات متناسب در درآمدهای مالیاتی نشود. به همین دلیل است که برخی از اقتصاددانان طرف عرضه اصرار دارند که کاهش نرخ‌های مالیات بالا می‌تواند منجر به افزایش درآمدهای مالیاتی شود.
منحنی لافر یک اصل اقتصاد طرف عرضه را تجسم می‌بخشد: اینکه نرخ‌های مالیات و درآمدهای مالیاتی متمایز هستند، به طوری که درآمدهای مالیاتی دولت در نرخ مالیات ۱۰۰٪ و در نرخ مالیات ۰٪ یکسان است و حداکثر درآمد در جایی بین این دو مقدار است. طرفداران طرف عرضه استدلال می‌کردند که در یک محیط با نرخ مالیات بالا، کاهش نرخ‌های مالیات منجر به افزایش درآمدها یا زیان‌های درآمدی کمتری نسبت به آنچه که صرفاً با تکیه بر تخمین‌های استاتیک از پایه مالیاتی قبلی انتظار می‌رود، می‌شود.
این امر طرفداران طرف عرضه را به حمایت از کاهش‌های بزرگ در درآمد حاشیه‌ای و نرخ‌های مالیات بر سود سرمایه سوق داد تا سرمایه‌گذاری بیشتری را تشویق کنند، که عرضه بیشتری را تولید می‌کند. جود وانیسکی و بسیاری دیگر از نرخ صفر سود سرمایه حمایت می‌کنند.

## تاریخچه
الگو:محافظه‌کاری ایالات متحده

### ریگانومیکس
در ایالات متحده، مفسران اغلب اقتصاد طرف عرضه را با ریگانومیکس برابر می‌دانند.الگو:نیازمند یادکرد دولت جمهوری‌خواه رئیس‌جمهور رونالد ریگان سیاست‌های مالی خود را مبتنی بر اقتصاد طرف عرضه ترویج کرد. ریگان اقتصاد طرف عرضه را به یک عبارت رایج تبدیل کرد و وعده کاهش سراسری در نرخ‌های مالیات بر درآمد و کاهش حتی بیشتر در نرخ‌های مالیات بر سود سرمایه را داد. در طول کارزار ریاست‌جمهوری ۱۹۸۰ ریگان، نگرانی اقتصادی اصلی تورم دورقمی بود، که ریگان آن را «دلارهای بیش از حد در تعقیب کالاهای بسیار کم» توصیف کرد، اما به جای دوز معمول پول سخت، رکود و اخراج‌ها، با از دست دادن متعاقب تولید و ثروت، او راه تدریجی و بدون درد برای مبارزه با تورم را با «تولید راه خود از آن» وعده داد.
با تغییر از سیاست پولی قبلی، رئیس فدرال رزرو پل ولکر سیاست‌های پولی سخت‌تری از جمله رشد کمتر عرضه پول را برای شکستن روان‌شناسی تورمی و بیرون راندن انتظارات تورمی از سیستم اقتصادی اجرا کرد. بنابراین، حامیان طرف عرضه استدلال می‌کنند که ریگانومیکس فقط تا حدی مبتنی بر اقتصاد طرف عرضه بود.الگو:نیازمند یادکرد
کنگره تحت رهبری ریگان طرحی را تصویب کرد که مالیات‌ها را به میزان ۷۴۹ میلیارد دلار در طول پنج سال کاهش می‌داد. منتقدان ادعا می‌کنند که کاهش مالیات کسری بودجه را افزایش داده است در حالی که حامیان ریگان به آنها برای کمک به گسترش اقتصادی دهه ۱۹۸۰ اعتبار می‌دهند و استدلال می‌کنند که اگر افزایش‌های عظیم در هزینه‌های نظامی نبود، کسری بودجه کاهش می‌یافت.الگو:منبع بهتر مورد نیاز است در نتیجه، جیسون هیمویتز از ریگان—همراه با جک کمپ—به عنوان یک مدافع بزرگ اقتصاد طرف عرضه در سیاست یاد کرد و بارها رهبری او را ستود.
منتقدان ریگانومیکس ادعا می‌کنند که نتوانسته است بسیاری از دستاوردهای اغراق‌آمیزی را که برخی از طرفداران طرف عرضه وعده داده بودند، تولید کند. پل کروگمن بعداً این وضعیت را خلاصه کرد: «هنگامی که رونالد ریگان انتخاب شد، طرفداران طرف عرضه فرصتی برای آزمایش ایده‌های خود پیدا کردند. متأسفانه، آنها شکست خوردند.» اگرچه او به اقتصاد طرف عرضه برای موفق‌تر بودن از پول‌گرایی اعتبار داد که ادعا می‌کرد «اقتصاد را ویران کرده است»، اما اظهار داشت که اقتصاد طرف عرضه نتایجی تولید کرده است که «بسیار کمتر از آنچه وعده داده بود»، نظریه طرف عرضه را «ناهار رایگان» توصیف کرد.

### سال‌های کلینتون

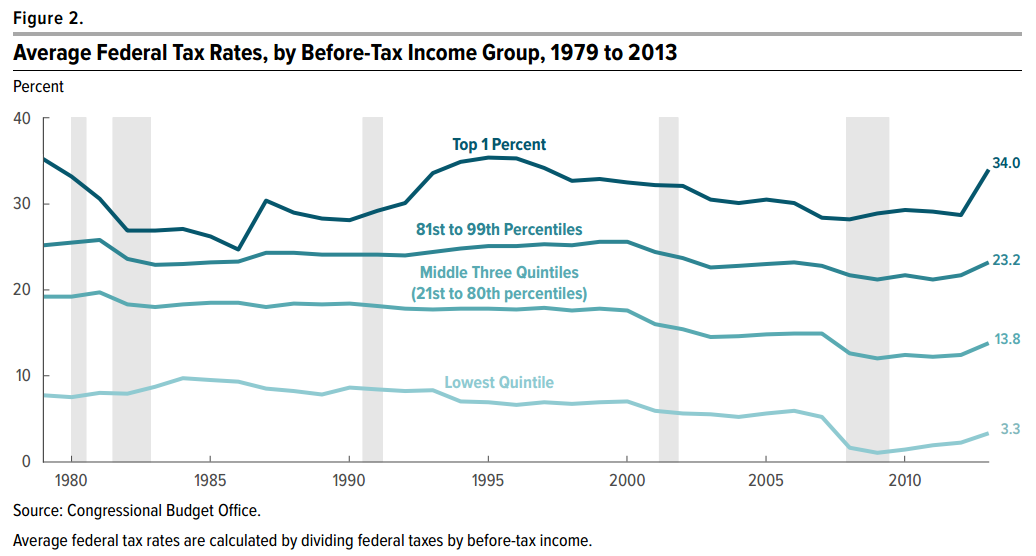
نمودار میانگین نرخ‌های مالیات فدرال پرداخت شده توسط سطوح مختلف توزیع درآمد را نشان می‌دهد. در دوران کلینتون، مالیات‌ها بر درآمدهای بالا بیشتر از دوران ریگان بود. پل کروگمن استدلال کرد که چگونه مالیات‌های بالاتر بر افراد با درآمد بالاتر، همراه با ایجاد مشاغل بالاتر در زمان کلینتون، یک مثال نقض برای دکترین کاهش مالیات طرف عرضه ارائه می‌دهد. کروگمن نسخه خود از این نمودار را به مقاله قبلی پیوند داد، که نرخ مالیات متوسط ۱٪ برتر را نشان می‌دهد.

کلینتون قانون آشتی بودجه فراگیر سال ۱۹۹۳ را به قانون تبدیل کرد، که نرخ‌های مالیات بر درآمد را برای درآمدهای بالای ۱۱۵۰۰۰ دلار افزایش داد، براکت‌های مالیاتی بالاتر اضافی برای درآمد شرکت‌ها بالای ۳۳۵۰۰۰ دلار ایجاد کرد، سقف مالیات‌های مدیکر را حذف کرد، مالیات سوخت را افزایش داد و سهم درآمد تأمین اجتماعی مشمول مالیات را افزایش داد، در میان سایر افزایش‌های مالیاتی. فرانکل و اورسزگ «محافظه‌کاری مالی پیشرو» بسته ۱۹۹۳ را توصیف کردند: «چنین محافظه‌کاری مالی پیشرو ترکیبی از تلاش‌های متوسط برای توزیع مجدد (مؤلفه پیشرو) و انضباط بودجه (مؤلفه محافظه‌کار مالی) است؛ بنابراین بسته ۱۹۹۳ شامل کاهش‌های قابل توجه هزینه‌ها و افزایش مالیات بود. اما افزایش مالیات را بر مالیات‌دهندگان با درآمد بالاتر متمرکز کرد، در حالی که اعتبار مالیات بر درآمد کسب‌شده، هد استارت و سایر برنامه‌های دولتی با هدف درآمدزایان پایین‌تر را به‌طور قابل توجهی گسترش داد.» افزایش مالیات منجر به درآمد بیشتر شد (نسبت به پایه بدون افزایش مالیات).
این لایحه به شدت توسط جمهوری‌خواهان مخالف شد، و به شدت توسط جان کاسیچ و شلاق اقلیت نیوت گینگریچ به عنوان مقدر شده برای ایجاد از دست دادن شغل و درآمد کمتر مورد حمله قرار گرفت.
اقتصاددان پل کروگمن در سال ۲۰۱۷ نوشت که افزایش مالیات کلینتون بر ثروتمندان مثال نقضی برای دکترین کاهش مالیات طرف عرضه ارائه می‌دهد: «بیل کلینتون یک آزمایش واضح ارائه داد، با افزایش مالیات بر ثروتمندان. جمهوری‌خواهان فاجعه را پیش‌بینی کردند، اما در عوض اقتصاد رونق گرفت، و مشاغل بیشتری نسبت به دوران ریگان ایجاد کرد.»

اقتصاددان طرف عرضه آلن رینولدز استدلال کرد که دوران کلینتون نمایانگر ادامه سیاست مالیات پایین (از دهه ۱۹۸۰) است:
در واقعیت، سیاست مالیاتی در دهه هشتاد به‌طور نامبهم بهتر از دهه نود نبود. بالاترین نرخ مالیات بر درآمد از سال ۱۹۸۳ تا ۱۹۸۶ ۵۰ درصد بود، اما پس از سال ۱۹۹۳ زیر ۴۰ درصد بود. و مالیات بر سود سرمایه از سال ۱۹۸۷ تا [۱۹۹۷] ۲۸ درصد بود، اما تنها ۲۰ درصد در سال‌های پررونق ۱۹۹۷–۲۰۰۰. در مجموع، چیزهای خوب و بد در مورد هر دو دوره وجود داشت. اما هر دو دهه هشتاد و نود سیاست‌های مالیاتی بسیار عاقلانه‌تری نسبت به آنچه از سال ۱۹۶۸ تا ۱۹۸۲ داشتیم، داشتند.

### آزمایش کانزاس
در ماه مه ۲۰۱۲، سام براون‌بک، فرماندار ایالت کانزاس، "لایحهٔ سنای کانزاس جایگزین HB 2117" را به قانون تبدیل کرد، که تعداد براکت‌های مالیات بر درآمد فردی را از سه به دو کاهش داد، و نرخ‌های مالیات بر درآمد بالا را از ۶٫۴۵٪ و ۶٫۲۵٪ به ۴٫۹٪ و نرخ پایین را از ۳٫۵٪ به ۳٪ کاهش داد.الگو:نیازمند یادکرد همچنین مالیات ۷٪ بر درآمد «گذرنده»، درآمدی که کسب‌وکارها — مانند مالکیت انحصاری، مشارکت‌ها، شرکت با مسئولیت محدود و شرکت‌های فرعی S — به جای پرداخت مالیات بر درآمد شرکت‌ها، به صاحبان خود منتقل می‌کنند، برای صاحبان تقریباً ۲۰۰۰۰۰ کسب‌وکار حذف شد:۱ این قانون مالیات‌ها را به میزان ۲۳۱ میلیون دلار در سال اول خود کاهش داد، و پیش‌بینی می‌شد که کاهش‌ها پس از شش سال به ۹۳۴ میلیون دلار در سال افزایش یابد.
این کاهش‌ها بر اساس قانون‌گذاری مدل منتشر شده توسط شورای مبادله قانون‌گذاری آمریکا محافظه‌کار (ALEC) بود، و توسط وال استریت جورنال،الگو:نیازمند یادکرد اقتصاددان طرف عرضه آرتور لافر، مفسر اقتصادی استفن مور و رهبر ضد مالیات گراور نورکوئیست. کاهش مالیات «آزمایش کانزاس» نامیده شده است، و توسط مؤسسه بروکینگز به عنوان «یکی از پاک‌ترین آزمایش‌ها برای اینکه چگونه کاهش مالیات بر رشد اقتصادی در ایالات متحده تأثیر می‌گذارد» توصیف شده است.
براون‌بک سیاست‌های کاهش مالیات خود را با سیاست‌های رونالد ریگان مقایسه کرد، اما همچنین آنها را «یک آزمایش زنده واقعی … ما خواهیم دید که چگونه کار می‌کند.» توصیف کرد، براون‌بک پیش‌بینی کرد که کاهش‌های او تا سال ۲۰۲۰ ۲۳۰۰۰ شغل اضافی در کانزاس ایجاد می‌کند، و هدف آن ایجاد رشد اقتصادی سریع بود، که او گفت «مانند تزریق آدرنالین به قلب اقتصاد کانزاس خواهد بود.» از سوی دیگر، کارکنان پژوهشی قوه مقننه کانزاس در مورد احتمال کسری بودجه تقریباً ۲٫۵ میلیارد دلار تا ژوئیه ۲۰۱۸ هشدار دادند.
تا سال ۲۰۱۷، درآمدهای ایالتی صدها میلیون دلار کاهش یافته بود باعث شد هزینه‌ها برای جاده‌ها، پل‌ها و آموزش کاهش یابد، اما به جای تقویت رشد اقتصادی، رشد در کانزاس به‌طور مداوم زیر میانگین باقی ماند. یک مقالهٔ کاری توسط دو اقتصاددان در دانشگاه ایالتی اوکلاهما (دن ریکمن و هونگبو وانگ) با استفاده از داده‌های تاریخی از چندین ایالت دیگر با اقتصادهایی که ساختار مشابهی با کانزاس دارند، نشان داد که اقتصاد کانزاس حدود ۷٫۸٪ کمتر و اشتغال حدود ۲٫۶٪ کمتر از آنچه که اگر براون‌بک مالیات‌ها را کاهش نمی‌داد، رشد کرده است. در سال ۲۰۱۷، قوه مقننه جمهوری‌خواه کانزاس به لغو کاهش‌ها رای داد، و پس از وتوی براون‌بک برای لغو، وتوی او را لغو کرد.
به گفته مکس ارن‌فرویند، اقتصاددانان عموماً موافق هستند که یک توضیح برای کاهش به جای افزایش رشد اقتصادی ناشی از کاهش مالیات این است که «هر گونه» مزایا از کاهش مالیات در بلندمدت، نه کوتاه‌مدت، به دست می‌آید، اما آنچه در کوتاه‌مدت می‌آید، کاهش عمده در تقاضا برای کالاها و خدمات است. در اقتصاد کانزاس، کاهش در هزینه‌های دولت ایالتی درآمد «کارمندان، تأمین‌کنندگان و پیمانکاران» دولت ایالتی را که بیشتر یا تمام درآمد خود را به صورت محلی خرج می‌کردند، کاهش داد. علاوه بر این، نگرانی در مورد کسری بودجه بزرگ ایالت «ممکن است کسب‌وکارها را از انجام سرمایه‌گذاری‌های جدید عمده منصرف کرده باشد».
یکی از مشکلاتی که کانزاس با آن مواجه شد این است که در حالی که مطالعات نشان داده‌اند که کاهش مالیات رشد اقتصادی را افزایش می‌دهد، درآمد افزایش یافته از آن رشد با نرخ‌های مالیات پایین‌تر جدید تنها برای جبران ۱۰–۳۰٪ از کاهش مالیات کافی است، به این معنی که برای جلوگیری از کسری بودجه، کاهش هزینه‌ها نیز باید انجام شود.

### سال‌های ترامپ
مدافعان طرف عرضه لافر و مفسران اقتصادی استفن مور و لری کودلو نقش برجسته‌ای در تدوین سیاست‌های اقتصادی ترامپ با مشاوره دادن به او در مورد کاهش مالیات او و همچنین تشویق او به کاهش موانع تجاری ایفا کردند. لافر و مور در سال ۲۰۱۸ کتابی در مورد این سیاست به نام ترامپونومیکس با پیشگفتاری از کودلو نوشتند. اقتصاددان گریگوری منکیو کتاب را در امور خارجه بررسی کرد، و اظهارات پیرامون سیاست‌های ترامپ را «اقتصاد روغن مار» توصیف کرد. او از نویسندگان به دلیل تکرار بی‌اعتراض نرخ‌های رشد سالانه ادعایی رئیس‌جمهور ناشی از کاهش مالیات او به میزان ۱–۴٪ انتقاد کرد، در حالی که بالاترین تخمین‌های معقول در حدود ۰٫۵٪ بود، اما همچنین به آنها برای ادامه حمایت از دیدگاه اجماعی که تجارت آزاد برای همه خوب است، در برابر دیدگاه‌های مرکانتیلیسم رئیس‌جمهور اعتبار داد. او همچنین از آنها به دلیل پیروی از یک رویکرد ساده‌انگارانه «رشد اقتصادی همه مشکلات را حل می‌کند» انتقاد کرد، در حالی که مشاوران اقتصادی روسای جمهور قبلی دقیق‌تر بودند، و مبادله اجتناب‌ناپذیر بین برابری و کارایی را در رویکردهای خود برای مدیریت اقتصاد تشخیص می‌دادند. ترامپ کاهش مالیات بر درآمد فردی و شرکتی را اجرا کرد که در سال ۲۰۱۸ اجرایی شد. استاد اقتصاد راتگرز، فرخ لنگدانا، استدلال کرد که کاهش مالیات ترامپ نمونه‌ای از سیاست مالیاتی طرف عرضه است، و به نامه‌ای از اقتصاددانان که مدت‌ها با نظریه طرف عرضه مرتبط بوده‌اند و آنها را به این عنوان توصیف کرده‌اند، استناد کرد.

## نظریه سیاست مالی
یکی از مزایای سیاست طرف عرضه این است که جابجایی منحنی عرضه کل به سمت بیرون به این معنی است که قیمت‌ها می‌توانند همراه با گسترش تولید و اشتغال کاهش یابند. این در تضاد با سیاست‌های طرف تقاضا (به عنوان مثال، هزینه‌های بیشتر دولت) است، که حتی اگر موفق باشند، تمایل به ایجاد فشارهای تورمی دارند (یعنی سطح قیمت کل را افزایش می‌دهند) زیرا منحنی تقاضای کل به سمت بیرون جابجا می‌شود. سرمایه‌گذاری زیرساختی نمونه‌ای از سیاست است که هم عناصر طرف تقاضا و هم طرف عرضه را دارد.
اقتصاد طرف عرضه معتقد است که افزایش مالیات به‌طور پیوسته فعالیت اقتصادی را در یک کشور کاهش می‌دهد و سرمایه‌گذاری را دلسرد می‌کند. مالیات‌ها به عنوان نوعی مانع تجاری یا تعرفه عمل می‌کنند که باعث می‌شود شرکت‌کنندگان اقتصادی به وسایل ناکارآمدتری برای برآوردن نیازهای خود روی آورند. به این ترتیب، مالیات بالاتر منجر به سطوح پایین‌تر تخصصی شدن و کارایی اقتصادی پایین‌تر می‌شود. گفته می‌شود که این ایده توسط منحنی لافر نشان داده شده است.
اقتصاددانان طرف عرضه حرف کمتری در مورد اثرات کسری بودجه دارند و گاهی اوقات به کار رابرت بارو استناد می‌کنند که بیان می‌کند بازیگران اقتصادی عقلانی اوراق قرضه را به مقدار کافی خریداری می‌کنند تا نرخ‌های بهره بلندمدت را کاهش دهند.

## تأثیر بر رشد اقتصادی و درآمدهای مالیاتی
بروس بارتلت در سال ۲۰۰۷ اظهار داشت که «طرفداران اصلی طرف عرضه پیشنهاد کردند که برخی از کاهش‌های مالیاتی، تحت شرایط بسیار خاص، ممکن است در واقع درآمدهای فدرال را افزایش دهند. … اما امروزه معمول است که بشنویم کاهش دهندگان مالیات به‌طور غیرقابل قبولی ادعا می‌کنند که همه کاهش‌های مالیاتی درآمد را افزایش می‌دهند.»
برخی از اقتصاددانان معاصر اقتصاد طرف عرضه را یک نظریه اقتصادی قابل دفاع نمی‌دانند، و آلن بلیندر آن را یک مکتب «بدفرجام» و شاید «احمقانه» در صفحات یک کتاب درسی ۲۰۰۶ می‌نامد. گرگ منکیو، رئیس سابق شورای مشاوران اقتصادی رئیس‌جمهور رئیس‌جمهور جورج دبلیو بوش، انتقادهای مشابهی از این مکتب در نسخه‌های اولیه کتاب درسی مقدماتی اقتصاد خود ارائه داد. «کاهش مالیات به ندرت خود را جبران می‌کند. برداشت من از ادبیات آکادمیک مرا به این باور می‌رساند که حدود یک سوم هزینه یک کاهش مالیات معمولی با رشد اقتصادی سریع‌تر جبران می‌شود.»
در مقاله‌ای در سال ۱۹۹۲ برای بررسی بین‌المللی هاروارد، جیمز توبین نوشت: «ایده 'منحنی لافر' مبنی بر اینکه کاهش مالیات در واقع درآمدها را افزایش می‌دهد، معلوم شد که سزاوار تمسخر است.»
کارل کیس و ری فیر در اصول اقتصاد نوشتند: «وعده‌های افراطی اقتصاد طرف عرضه محقق نشد. رئیس‌جمهور ریگان استدلال کرد که به دلیل تأثیر نشان داده شده در منحنی لافر، دولت می‌تواند هزینه‌ها را حفظ کند، نرخ‌های مالیات را کاهش دهد و بودجه را متعادل کند. این مورد نبود. درآمدهای دولت به شدت از سطوحی که بدون کاهش مالیات محقق می‌شد، کاهش یافت.»
طرفداران طرف عرضه ترابانت و اولیگ استدلال می‌کنند که «امتیازدهی استاتیک بیش از حد زیان درآمد را برای کاهش مالیات کار و سرمایه تخمین می‌زند» و اینکه «امتیازدهی پویا» پیش‌بینی بهتری برای اثرات کاهش مالیات است.
مطالعه‌ای در سال ۱۹۹۹ توسط اقتصاددان دانشگاه شیکاگو آستان گولسبی تغییرات عمده در نرخ‌های مالیات بر درآمد بالا در ایالات متحده از دهه ۱۹۲۰ به بعد را بررسی کرد. نتیجه گرفت که تنها تغییرات اندکی در درآمد گزارش شده افراد با درآمد بالا وجود داشته است، که نشان می‌دهد تغییرات مالیاتی تأثیر کمی بر میزان کار افراد داشته است. او نتیجه گرفت که این تصور که دولت‌ها می‌توانند با کاهش نرخ‌ها پول بیشتری جمع‌آوری کنند «به احتمال زیاد در هیچ چیزی شبیه به نرخ‌های مالیات حاشیه‌ای امروزی درست نیست.» در سال ۲۰۱۵، یک مطالعه نشان داد که در چند دهه گذشته، کاهش مالیات در ایالات متحده به ندرت زیان‌های درآمد را جبران کرده و تأثیر حداقلی بر رشد GDP داشته است.
یک مقاله کاری در سال ۲۰۰۸ نشان داد که در مورد روسیه، «کاهش نرخ مالیات می‌تواند درآمدها را با بهبود انطباق مالیاتی افزایش دهد.»
دانشنامه جدید اقتصاد پالگریو گزارش می‌دهد که تخمین‌های نرخ‌های مالیات حداکثر کننده درآمد به‌طور گسترده‌ای متفاوت بوده است، با محدوده میانی حدود ۷۰٪. بر اساس یک مطالعه در سال ۲۰۱۲، «نرخ [مالیات] نهایی حاشیه‌ای ایالات متحده از بالای منحنی لافر بسیار فاصله دارد.» یک نظرسنجی در سال ۲۰۱۲ یک اجماع در بین اقتصاددانان برجسته یافت که کاهش نرخ مالیات بر درآمد فدرال ایالات متحده GDP را افزایش می‌دهد اما درآمد مالیاتی را افزایش نمی‌دهد.
جان کویگین بین منحنی لافر و تحلیل لافر از نرخ‌های مالیات تمایز قائل می‌شود. منحنی لافر «درست اما غیراصلی» بود، اما تحلیل لافر مبنی بر اینکه ایالات متحده در سمت اشتباه منحنی لافر قرار دارد «اصلی اما نادرست بود.»

### کاهش مالیات دهه ۱۹۲۰
طرفداران اقتصاد طرف عرضه گاهی اوقات به کاهش مالیات تصویب شده در دهه ۱۹۲۰ به عنوان شاهدی بر اینکه کاهش مالیات می‌تواند درآمد مالیاتی را افزایش دهد، استناد می‌کنند. پس از جنگ جهانی اول، بالاترین براکت مالیاتی، که برای کسانی بود که سالانه بیش از ۱۰۰۰۰۰ دلار درآمد داشتند (امروزه حداقل به ارزش ۱ میلیون دلار در سال)، بیش از ۷۰ درصد بود. به گزارش بنیاد هریتیج، قوانین درآمد ۱۹۲۱، ۱۹۲۴ و ۱۹۲۶ این نرخ مالیات را به کمتر از ۲۵ درصد کاهش داد، با این حال درآمد مالیاتی در واقع به‌طور قابل توجهی افزایش یافت. مورخ مالیاتی جوزف تورندایک استدلال می‌کند که کاهش مالیات به «تقویت» رشد کمک کرده است اما «هزینه کامل آن کاهش‌های مالیاتی را پوشش نداده است».

### قانون درآمد ۱۹۶۴
طرفداران اقتصاد طرف عرضه گاهی اوقات به کاهش مالیات تصویب شده توسط رئیس‌جمهور لیندون بی. جانسون با قانون درآمد ۱۹۶۴ استناد می‌کنند. جان اف کندی سال قبل از آن در سال ۱۹۶۳ از کاهش شدید نرخ مالیات در سال ۱۹۶۳ زمانی که بالاترین نرخ مالیات بر درآمد ۹۱٪ بود، حمایت کرده بود، و استدلال می‌کرد که «[ن]رخ‌های مالیات امروز بسیار بالا و درآمدهای مالیاتی بسیار پایین است، و معقول‌ترین راه برای افزایش درآمدها در بلندمدت کاهش نرخ‌ها در حال حاضر است.» CBO در سال ۱۹۷۸ نتیجه گرفت که کاهش مالیات درآمد مالیاتی را به میزان ۱۲ میلیارد دلار کاهش داده است و تنها بین ۳ تا ۹ میلیارد دلار به دلیل رشد اقتصادی تقویت شده، بازیافت شده است. به گزارش CBO، «بیشتر این افزایش [در درآمدها] به دلیل رشد اقتصادی بود که حتی بدون کاهش مالیات رخ می‌داد.»
در عین حال، برخی از مطالعات پاسخ نسبتاً قوی به کاهش مالیات از ۵٪ برتر اظهارنامه‌های مالیاتی را یافته‌اند. افزایش ۷٫۷ درصدی در درآمدها از ۵ درصد برتر، از ۱۷٫۱۷ میلیارد دلار آمریکا در سال ۱۹۶۳ به ۱۸٫۴۹ میلیارد دلار در سال ۱۹۶۵ شناسایی شده است. بدینوسیله، داده‌ها شواهدی ارائه داده‌اند که این گروه در بخش ممنوعه منحنی لافر قرار داشته است، زیرا سهم آن در کل درآمدهای مالیاتی علیرغم کاهش قابل توجه نرخ‌های مالیات افزایش یافته است.

### ریگانومیکس

رونالد ریگان سخنرانی تلویزیونی از دفتر بیضی ایراد می‌کند، و طرح خود را برای کاهش مالیات در ژوئیهٔ ۱۹۸۱ تشریح می‌کند

طرفداران طرف عرضه کاهش مالیات ریگان را در دهه ۱۹۸۰ با ادعای اینکه منجر به افزایش خالص درآمدهای مالیاتی می‌شود، توجیه کردند، با این حال درآمدهای مالیاتی (نسبت به پایه بدون کاهش‌ها) به دلیل کاهش مالیات ریگان کاهش یافت، و کسری بودجه در دوران ریاست‌جمهوری ریگان متورم شد. وزارت خزانه‌داری کاهش مالیات ریگان را مطالعه کرد و نتیجه گرفت که آنها به‌طور قابل توجهی درآمدهای مالیاتی را نسبت به پایه بدون آنها کاهش داده‌اند. بودجه ۱۹۹۰ توسط دولت ریگان نتیجه گرفت که کاهش مالیات ۱۹۸۱ باعث کاهش درآمد مالیاتی شده است.
هم CBO و هم دولت ریگان پیش‌بینی کردند که درآمدهای مالیات بر درآمد فردی و کسب‌وکار اگر پیشنهادات کاهش مالیات ریگان اجرا شود، نسبت به یک پایه سیاستی بدون آن کاهش‌ها، حدود ۵۰ میلیارد دلار در سال ۱۹۸۲ و ۲۱۰ میلیارد دلار تا سال ۱۹۸۶ کمتر خواهد بود. درآمد مالیات FICA افزایش یافت زیرا در سال ۱۹۸۳ نرخ‌های مالیات FICA از ۶٫۷٪ به ۷٪ افزایش یافت و سقف به میزان ۲۱۰۰ دلار افزایش یافت. برای خوداشتغالان، نرخ مالیات FICA از ۹٫۳۵٪ به ۱۴٪ افزایش یافت. نرخ مالیات FICA در طول دوران ریاست‌جمهوری ریگان افزایش یافت و در سال ۱۹۸۸ به ۷٫۵۱٪ رسید و سقف به میزان ۶۱٪ در طول دو دوره ریاست‌جمهوری ریگان افزایش یافت. آن افزایش‌های مالیاتی بر مزدبگیران، همراه با تورم، منبع افزایش درآمد در اوایل دهه ۱۹۸۰ بود.
توسط برخی از منتقدان طرف عرضه ادعا شده است که استدلال برای کاهش مالیات برای افزایش درآمدها پوششی برای "گرسنه نگه داشتن" دولت از درآمدها به امید اینکه کاهش مالیات منجر به کاهش متناظر در هزینه‌های دولت شود، بوده است، اما این مورد محقق نشد. پل ساموئلسون این مفهوم را "نظریه کرم نواری" نامید—ایده‌ای که راه خلاص شدن از شر کرم نواری [این است که] بیمار خود را در معده چاقو بزنید".

سردرگمی مکرری در مورد معنای اصطلاح «اقتصاد طرف عرضه» بین ایده‌های مرتبط وجود منحنی لافر و اعتقاد به اینکه کاهش نرخ‌های مالیات می‌تواند درآمد مالیاتی را افزایش دهد، وجود دارد. بسیاری از اقتصاددانان طرف عرضه به ادعای دوم تردید دارند در حالی که هنوز از سیاست کلی کاهش مالیات حمایت می‌کنند. اقتصاددان گریگوری منکیو از اصطلاح «اقتصاد مد روز» برای توصیف مفهوم افزایش درآمد کاهش نرخ مالیات در ویرایش سوم کتاب درسی اصول اقتصاد کلان خود در سال ۲۰۰۷ در بخشی با عنوان «شیادان و دیوانگان» استفاده کرد: 
نمونه‌ای از اقتصاد مد روز در سال ۱۹۸۰ رخ داد، زمانی که گروه کوچکی از اقتصاددانان به نامزد ریاست‌جمهوری، رونالد ریگان، توصیه کردند که کاهش سراسری در نرخ‌های مالیات بر درآمد درآمد مالیاتی را افزایش می‌دهد. آنها استدلال کردند که اگر مردم بتوانند بخش بیشتری از درآمد خود را نگه دارند، مردم سخت‌تر کار می‌کنند تا درآمد بیشتری کسب کنند. آنها ادعا کردند که حتی اگر نرخ‌های مالیات پایین‌تر باشد، درآمد به قدری افزایش می‌یابد که درآمدهای مالیاتی افزایش می‌یابد. تقریباً تمام اقتصاددانان حرفه‌ای، از جمله اکثر کسانی که از پیشنهاد ریگان برای کاهش مالیات‌ها حمایت می‌کردند، این نتیجه را بسیار خوشبینانه می‌دانستند. نرخ‌های مالیات پایین‌تر ممکن است مردم را تشویق کند که سخت‌تر کار کنند و این تلاش اضافی تا حدی اثرات مستقیم نرخ‌های مالیات پایین‌تر را جبران می‌کند، اما هیچ مدرک معتبری وجود نداشت که نشان دهد تلاش کار به اندازه‌ای افزایش می‌یابد که باعث افزایش درآمدهای مالیاتی در مواجهه با نرخ‌های مالیات پایین‌تر شود. [...] افرادی که رژیم‌های مد روز می‌گیرند، سلامتی خود را به خطر می‌اندازند اما به ندرت به کاهش وزن دائمی که می‌خواهند دست می‌یابند. به‌طور مشابه، هنگامی که سیاستمداران به توصیه شیادان و دیوانگان تکیه می‌کنند، به ندرت به نتایج مطلوبی که پیش‌بینی می‌کنند، می‌رسند. پس از انتخاب ریگان، کنگره کاهش نرخ‌های مالیاتی را که ریگان از آن حمایت می‌کرد، تصویب کرد، اما کاهش مالیات باعث افزایش درآمدهای مالیاتی نشد.
در سال ۱۹۸۶، مارتین فلدشتاین — یک «طرفدار طرف عرضه سنتی» که از سال ۱۹۸۲ تا ۱۹۸۴ به عنوان رئیس شورای مشاوران اقتصادی ریگان خدمت کرد — «طرفداران جدید طرف عرضه» را که در حدود سال ۱۹۸۰ ظهور کردند، توصیف کرد:
آنچه طرفداران جدید طرف عرضه را از طرفداران سنتی طرف عرضه در آغاز دهه ۱۹۸۰ متمایز می‌کرد، سیاست‌هایی نبود که آنها از آن دفاع می‌کردند، بلکه ادعاهایی بود که آنها برای آن سیاست‌ها مطرح می‌کردند … طرفداران «جدید» طرف عرضه در ادعاهای خود بسیار گزاف‌تر بودند. آنها رشد سریع، افزایش چشمگیر درآمدهای مالیاتی، افزایش شدید پس‌انداز و کاهش نسبتاً بدون درد تورم را پیش‌بینی کردند. اوج گزافه‌گویی طرف عرضه، گزاره «منحنی لافر» بود که کاهش مالیات در واقع درآمد مالیاتی را افزایش می‌دهد زیرا عرضه به شدت افسرده تلاش را آزاد می‌کند. گزاره قابل توجه دیگر این ادعا بود که حتی اگر کاهش مالیات منجر به افزایش کسری بودجه شود، این امر از وجوه موجود برای سرمایه‌گذاری در کارخانه‌ها و تجهیزات نمی‌کاهد زیرا تغییرات مالیاتی نرخ پس‌انداز را به اندازه‌ای افزایش می‌دهد که کسری بودجه افزایش یافته را تأمین کند … با این وجود، من هیچ شکی ندارم که صحبت‌های بی‌اساس افراطیون طرف عرضه به سیاست‌های اساساً خوب نام بدی داد و منجر به اشتباهات کمی شد که نه تنها به کسری بودجه‌های بعدی کمک کرد، بلکه اصلاح سیاست را در زمانی که آن کسری‌ها آشکار شد، دشوارتر کرد.

### کاهش مالیات بوش
رئیس‌جمهور بوش در دوران ریاست‌جمهوری خود قانون آشتی رشد اقتصادی و کاهش مالیات سال ۲۰۰۱ و قانون آشتی کاهش مالیات و رشد مشاغل سال ۲۰۰۳ را امضا کرد، که شامل کاهش مالیات قابل توجهی بود. در سال ۲۰۰۳، دفتر بودجه کنگره یک تحلیل امتیازدهی پویا از کاهش مالیات مورد حمایت طرفداران طرف عرضه انجام داد، و دریافت که کاهش مالیات بوش خود را جبران نخواهد کرد. دو مدل از نه مدل استفاده شده در این مطالعه، بهبود بزرگی در کسری بودجه در ده سال آینده ناشی از کاهش مالیات را پیش‌بینی کردند، اما فقط با این فرض که مردم از سال ۲۰۰۴ تا ۲۰۱۴ سخت‌تر کار می‌کنند زیرا معتقد بودند که نرخ‌های مالیات دوباره در سال ۲۰۱۴ افزایش می‌یابد، و آنها می‌خواستند قبل از انقضای کاهش مالیات پول بیشتری به دست آورند.
در سال ۲۰۰۶، CBO مطالعه‌ای با عنوان «تحلیل پویا تمدید دائمی کاهش مالیات رئیس‌جمهور» منتشر کرد. این مطالعه نشان داد که تحت بهترین سناریو ممکن، دائمی کردن کاهش مالیات «در بلندمدت» اقتصاد را ۰٫۷٪ افزایش می‌دهد. این مطالعه توسط بسیاری از اقتصاددانان، از جمله پروفسور اقتصاد هاروارد گرگ منکیو، مورد انتقاد قرار گرفت، که اشاره کرد CBO مقدار بسیار پایینی برای کشش عرضه کار جبرانی با وزن درآمد ۰٫۱۴ استفاده کرده است. در مقاله‌ای منتشر شده در مجله اقتصاد عمومی، منکیو و متیو واینزیرل خاطرنشان کردند که تحقیقات اقتصادی فعلی مقدار مناسبی برای کشش عرضه کار را در حدود ۰٫۵ قرار می‌دهد.
دفتر بودجه کنگره (CBO) تخمین زد که تمدید کاهش مالیات بوش فراتر از انقضای سال ۲۰۱۰ آنها، کسری بودجه را ۱٫۸ تریلیون دلار در طول ۱۰ سال افزایش می‌دهد. CBO همچنین مطالعه‌ای را در سال ۲۰۰۵ به پایان رساند که به تحلیل کاهش فرضی ۱۰ درصدی مالیات بر درآمد پرداخت و نتیجه گرفت که تحت سناریوهای مختلف، جبران حداقلی برای از دست دادن درآمد وجود خواهد داشت. به عبارت دیگر، کسری بودجه تقریباً به همان میزان کاهش مالیات در پنج سال اول با بازخورد درآمد محدود پس از آن افزایش می‌یابد.
اقتصاددان برنده جایزه نوبل میلتون فریدمن موافق بود که کاهش مالیات درآمد مالیاتی را کاهش می‌دهد و منجر به کسری بودجه غیرقابل تحمل می‌شود، اگرچه او از آنها به عنوان وسیله‌ای برای مهار هزینه‌های فدرال حمایت می‌کرد. فریدمن درآمد مالیاتی کاهش یافته دولت را «کاهش کمک هزینه آنها» توصیف کرد.
داگلاس هولتز-ایکین اقتصاددان دولت بوش بود که در سال ۲۰۰۳ به عنوان مدیر دفتر بودجه کنگره منصوب شد. تحت رهبری او، CBO مطالعه‌ای در مورد نرخ‌های مالیات بر درآمد انجام داد که نشان داد هر گونه درآمد جدید ناشی از کاهش مالیات در مقایسه با هزینه آنها ناچیز است.
پروفسور اقتصاد دارتموث اندرو سامویک اقتصاددان ارشد کارکنان شورای مشاوران اقتصادی بوش از ژوئیه ۲۰۰۳ تا ژوئیه ۲۰۰۴ بود. سامویک با نوشتن در وبلاگ خود در سال ۲۰۰۷، از همکاران سابق خود در دولت بوش خواست که از ادعای اینکه کاهش مالیات بوش خود را جبران کرده است، اجتناب کنند، زیرا «هیچ فرد متفکری به آن اعتقاد ندارد… حتی یک نفر.»

### کاهش مالیات ترامپ
نیویورک تایمز در نوامبر ۲۰۱۸ گزارش داد که اصلاحات مالیاتی ترامپ "چک‌های حقوقی بیشتر برای اکثر کارگران آمریکایی، سودهای بیشتر برای شرکت‌های بزرگ و رشد اقتصادی سریع‌تر را به همراه داشته است." با هشدار به اینکه "هنوز زود است، اما ده ماه پس از اجرایی شدن قانون، "برآمدگی طرف عرضه" وعده داده شده، سخت‌تر از محرک افزایش قند یافت می‌شود." نویسندگان توضیح دادند که "بسیار غیرعادی است که کسری بودجه … در دوره‌های رونق اینقدر رشد کند" و "سلامت مالی ایالات متحده به سرعت رو به وخامت است، زیرا درآمدها به شدت کاهش یافته است" (نزدیک به ۲۰۰ میلیارد دلار یا حدود ۶٪) نسبت به پیش‌بینی CBO قبل از کاهش مالیات. نتایج سال ۲۰۱۸ شامل موارد زیر است:
- برخلاف ادعاها مبنی بر اینکه کاهش مالیات خود را جبران می‌کند، کسری بودجه در سال مالی ۲۰۱۸ به ۷۷۹ میلیارد دلار افزایش یافت، که ۱۷٪ نسبت به سال قبل افزایش یافته است.
- درآمدهای مالیات شرکت‌ها در سال مالی ۲۰۱۸ به میزان یک سوم کاهش یافته است.
- فعالیت بازخرید سهام به‌طور قابل توجهی افزایش یافته است.
- رشد GDP، سرمایه‌گذاری تجاری و سود شرکت‌ها افزایش یافته است.
- یک کارگر معمولی در یک شرکت بزرگ به دلیل قانون، ۲۲۵ دلار افزایش حقوق یا پاداش یکباره دریافت کرده است.
- رشد دستمزد واقعی (تعدیل شده بر اساس تورم) در سال ۲۰۱۸ کمی کندتر از سال ۲۰۱۷ بوده است.[۱۲۳]

تحلیل انجام شده توسط سرویس تحقیقات کنگره در مورد اثر سال اول کاهش مالیات نشان داد که رشد اقتصادی کمی اگر هم وجود داشته باشد در سال ۲۰۱۸ را می‌توان به آن نسبت داد. رشد در GDP، اشتغال، دستمزد کارگران و سرمایه‌گذاری تجاری در دومین سال پس از تصویب کاهش مالیات، قبل از ظهور همه‌گیری کووید-۱۹ کند شد.
پس از کاهش مالیات ترامپ، لری کودلو، مشاور ارشد اقتصادی کاخ سفید، به دروغ ادعا کرد که درآمدهای فدرال حدود ۱۰٪ از زمان کاهش مالیات افزایش یافته است، اگرچه در واقع کاهش یافته بود. او همچنین به دروغ ادعا کرد که CBO دریافته است که «کل کاهش مالیات ۱٫۵ تریلیون دلاری عملاً توسط درآمدهای بالاتر و GDP اسمی بهتر جبران می‌شود.»

### اصلاحات ساختاری طرف عرضه چین
عملکرد اقتصادی چین از سال ۲۰۱۲ وارد «نرمال جدید» شد، که در آن رشد اقتصاد برای اولین بار از زمان اصلاحات گسترده اقتصادی رهبر چین دنگ شیائوپینگ به سرعت متوسط کاهش یافت. در پاسخ، شی جین پینگ، دبیرکل حزب کمونیست چین، در سال ۲۰۱۵ اصلاحات ساختاری طرف عرضه (SSSR) را به منظور مبارزه با کاهش رشد اقتصادی، دور شدن از اقتصاد صادرات محور و به سمت رشد مبتنی بر عرضه و تولید اعلام کرد. تمرکز اصلاحات مربوط به افزایش بهره‌وری کل عوامل (TFP) از طریق افزایش سرمایه‌گذاری در بهبودهای فناوری به عنوان جایگزینی برای تأکید کار و سرمایه فشرده مدل رشد قبلی است.

اصلاحات ساختاری طرف عرضه چین بر کاهش ظرفیت مازاد در بخش‌های مختلف اقتصادی متمرکز است. طرح اصلاحات حول چهار حوزه کلیدی متمرکز است: کاهش ظرفیت مازاد صنعتی، کاهش اهرم در بخش شرکتی، کاهش موجودی املاک و مستغلات، و کاهش هزینه‌ها برای شرکت‌های جدید. دو حوزه قبلی مربوط به ابتکارات کوتاه‌مدت مرتبط با بخش‌های دولتی است، در حالی که ابتکارات قبلی مربوط به راه حل‌های بلندمدت در بخش خصوصی است. کاهش ظرفیت مازاد صنعتی به شدت بر بخش‌هایی مانند زغال‌سنگ، فولاد و تولید برق متمرکز است. اهداف کاهش تولید زغال‌سنگ که توسط کمیسیون ملی توسعه و اصلاحات (NDRC) اجرا شد، در سال ۲۰۱۶ به میزان ۲۵۰ میلیون تن در سال (Mta) و همچنین کاهش ۱۰۰–۱۵۰ Mta در ظرفیت تولید فولاد در یک دوره پنج ساله رسید. نتیجه در صنعت فولاد قدرت قیمت‌گذاری بیشتر برای شرکت‌های بزرگ باقیمانده، و همچنین سودهای بالاتر به دلیل افزایش قیمت بود. افزایش سود به دلیل کاهش ظرفیت مازاد همچنین منجر به افزایش ظرفیت شرکت‌ها برای تسویه بدهی‌های معوق و کاهش اهرم شده است، که بخشی از رکن دوم SSSR چین است. به عنوان بخشی از ابتکار عمل کاهش اهرم، دولت همچنین ادغام و تملک، تأمین مالی مستقیم و مبادله بدهی به سهام را تشویق کرد، که منجر به تثبیت نسبت بدهی شرکتی به GDP شد. اصلاحات اضافی شامل افزایش مشوق‌ها برای سرمایه‌گذاری بخش خصوصی، توسعه صنایع خدمات مدرن، و افزایش عرضه کالاها و خدمات عمومی است. ابتکارات بلندمدت همچنین با کاهش مالیات در مقیاس بزرگ و همچنین انتقال از مالیات کسب‌وکار به مالیات بر ارزش افزوده (VAT) همراه بوده است که نتایج مثبتی برای رشد صنعت خدمات به همراه داشته است. سیاست‌های هدفمند برای ایجاد موتور رشد جدید شامل ساخت چین ۲۰۲۵ و دستور کار اینترنت پلاس است، که هر دو تا حدی به رشد سریع رقابت‌پذیری صنعتی و نوآوری چین نسبت داده شده است.

اصلاحات ساختاری طرف عرضه چین در حال انجام است و به سمت بلندمدت گرایش دارد. تعدیلات در بخش صنعتی در نتیجه سیاست‌های اصلاحات اولیه به افزایش اسمی در رشد GDP نسبت داده شده است. با این حال، اثرات اقتصادی همه‌گیری کووید-۱۹ بر رشد تقاضا در بازار مصرف داخلی چین تأثیر گذاشته است، که اثرات اصلاحات مداوم طرف عرضه را کند کرده است.

## عرضه و قیمت مسکن
افزایش عرضه مسکن راهی برای کاهش قیمت‌ها است، برخلاف اقتصاد طرف تقاضا که به یارانه‌دهی به خریداران یا کاهش تقاضا با سیاست‌های پولی انقباضی اعتقاد دارد.

## انتقادات

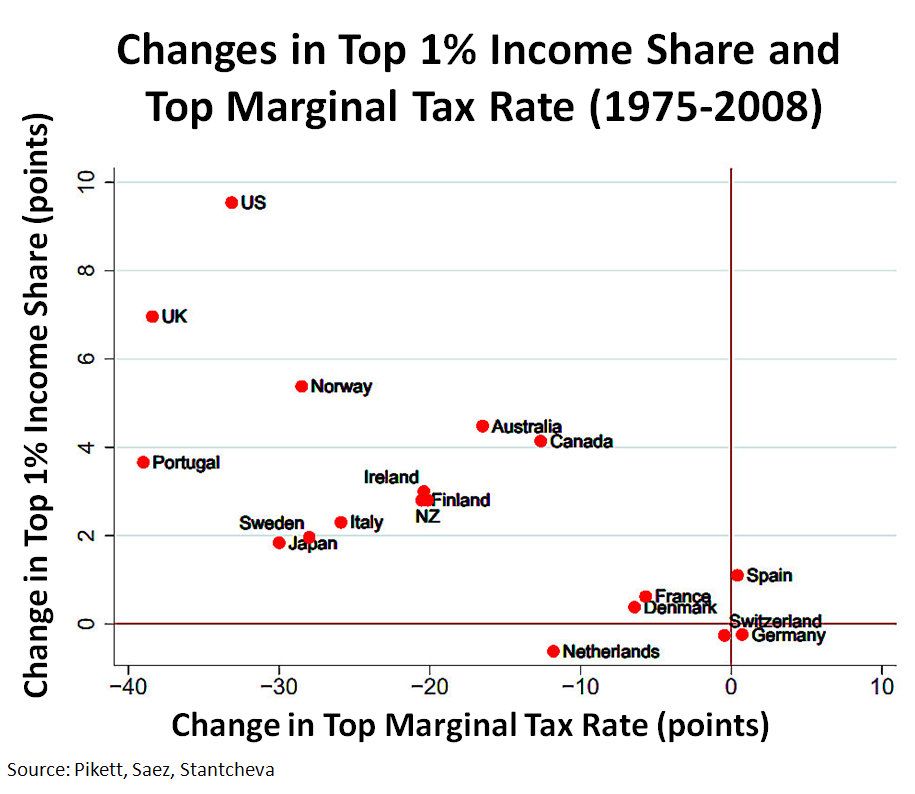
اقتصاد طرف عرضه برای سود رساندن به درآمدزایان بالا مورد انتقاد قرار گرفته است، همان‌طور که نمودار تغییر در سهم درآمد ۱٪ برتر را در مقابل تغییر در بالاترین نرخ مالیات بر درآمد از سال ۱۹۷۵–۱۹۷۹ تا ۲۰۰۴–۲۰۰۸ برای ۱۸ کشور OECD نشان می‌دهد: همبستگی بین افزایش نابرابری درآمد و کاهش بالاترین نرخ‌های مالیات بسیار قوی است

منتقدان سیاست‌های طرف عرضه بر کسری بودجه فدرال رو به رشد، افزایش نابرابری درآمد و عدم رشد تأکید می‌کنند. آنها استدلال می‌کنند که منحنی لافر فقط نرخ مالیات را اندازه می‌گیرد، نه وقوع مالیات، که ممکن است پیش‌بینی‌کننده قوی‌تری باشد از اینکه آیا تغییر قانون مالیاتی محرک است یا تضعیف‌کننده.
جان کویگین در سال ۲۰۱۰ با نوشتن گفت: «تا حدی که پاسخ اقتصادی به کاهش مالیات ریگان و به کاهش مالیات جورج دبلیو بوش بیست سال بعد وجود داشت، به نظر می‌رسد عمدتاً یک پاسخ طرف تقاضای کینزی بوده است، که در زمانی انتظار می‌رود که دولت‌ها درآمد خالص اضافی را در چارچوب یک اقتصاد افسرده در اختیار خانوارها قرار دهند.»
کاهش نرخ‌های مالیات حاشیه‌ای نیز می‌تواند به عنوان سودمند عمدتاً برای ثروتمندان تلقی شود، که برخی آن را به جای انگیزه اقتصادی، سیاسی می‌دانند:
در سال ۱۹۸۰ جورج اچ. دبلیو. بوش به‌طور مشهوری اقتصاد طرف عرضه را توصیف کرد – ادعای اینکه کاهش مالیات بر افراد ثروتمند یک معجزه اقتصادی را به وجود می‌آورد، به طوری که درآمدها در واقع افزایش می‌یابد – به عنوان «سیاست اقتصادی جادویی». با این حال، به زودی به دکترین رسمی حزب جمهوری‌خواه تبدیل شد، و هنوز هم هست. این سطح چشمگیری از تعهد را نشان می‌دهد. اما آنچه این تعهد را حتی چشمگیرتر می‌کند این است که این دکترین است که بارها و بارها آزمایش شده است — و هر بار شکست خورده است … به عبارت دیگر، اقتصاد طرف عرضه یک نمونه کلاسیک از یک دکترین زامبی است: دیدگاهی که باید مدت‌ها پیش توسط شواهد کشته می‌شد، اما فقط به تلو تلو خوردن ادامه می‌دهد، مغز سیاستمداران را می‌خورد.
— پل کروگمن
آقای دیوید استاکمن گفته است که اقتصاد طرف عرضه صرفاً پوششی برای رویکرد نفوذی به سیاست اقتصادی بوده است—آنچه نسل قدیمی‌تر و کم ظرافت‌تر نظریه اسب و گنجشک می‌نامید: اگر به اسب جو کافی بدهید، مقداری از آن برای گنجشک‌ها به جاده می‌ریزد.
— جان کنت گالبرایت
مطالعاتی که کاهش مالیات در سال ۲۰۰۱ (EGTRRA) را تحلیل کرده‌اند، نتایج بحث‌برانگیزی ارائه داده‌اند: کاهش مالیات تأثیر عموماً مثبتی بر تولید آینده از اثر نرخ‌های مالیات پایین‌تر بر انباشت سرمایه انسانی، پس‌انداز و سرمایه‌گذاری خصوصی، عرضه کار داشته است؛ با این حال، کاهش مالیات اثرات نامطلوبی مانند کسری بودجه بالاتر و کاهش پس‌انداز ملی تولید کرده است. بنابراین، گیل و پاتر (۲۰۰۲) نتیجه گرفتند که این کاهش مالیات نمی‌تواند به هیچ وجه قابل توجهی بر سطوح GDP در ۱۰ سال آینده تأثیر بگذارد.